# Coelogyne leungiana
Coelogyne leungiana là một loài thực vật có hoa trong họ Lan. Loài này được S.Y.Hu mô tả khoa học đầu tiên năm 1972.